# 余集 (明朝)
余集（？—？），字孟浩，浙江临海县（今临海市）人。明朝初年官員。

## 生平
洪武四年（1371年），明朝首开会试，余集中式，殿试位列三甲第八十五名，赐同进士出身。后授新郑县县丞。